# Enneanectes
Enneanectes es un género de  peces de la familia de los tripterigíidos en el orden de los Perciformes.

## Especies
Existen las siguientes especies en este género:
- Enneanectes altivelis (Rosenblatt, 1960)
- Enneanectes atrorus (Rosenblatt, 1960)
- Enneanectes boehlkei (Rosenblatt, 1960)
- Enneanectes carminalis (Jordan & Gilbert, 1882)
- Enneanectes deloachorum Victor, 2013[4]
- Enneanectes exsul (Rosenblatt, Miller & Hastings, 2013)
- Enneanectes glendae (Rosenblatt, Miller & Hastings, 2013)
- Enneanectes jordani (Evermann & Marsh, 1899)
- Enneanectes macrops (Rosenblatt, Miller & Hastings, 2013)
- Enneanectes matador Victor, 2013[4]
- Enneanectes pectoralis (Fowler, 1941)
- Enneanectes reticulatus (Allen & Robertson, 1991)
- Enneanectes smithi (Lubbock & Edwards, 1981)
- Enneanectes wilki Victor, 2013[4]